# آن مان نوارا
عبارت آن مان نَوارا، دو دو اسکاچی، آنا مانا کَلاچی که تلفظ‌های گوناگونی از آن وجود دارد از عبارت‌های وزن و قافیه‌دار کودکان فارسی‌زبان برای پشک انداختن و انتخاب یک نفر از میان دو یا چند نفر برای انجام کاری یا حذف شدن از کار یا گروهی است.
گوینده این عبارت واژه‌های آن را به‌طور شمرده هجی می‌کند و با ادای هر هجا انگشت اشاره خود را به سوی فرد دیگری می‌گیرد. هجی این واژه‌ها به صورت «آن-مان-نوا-را-دو-دو-اسکا-چی، آنا-مانا-کَ-لا-چی» انجام می‌شود.
واژه کلاچی در آخر این عبارت توسط گوینده به صورت کشیده ادا می‌شود و هر کس که نوبت بیان «چی» آخر با نوبت اشاره به او هم‌زمان شود فردی است که برای انجام کار یا حذف از کاری انتخاب شده‌است. (آلمان نوارا زنشو طلاق داد بجاش هفت تا الاغ داد، این از هفت تا علاقش، این از ۷زن بیسوادس
در دهه ۷۰ در شهر اصفهان برای بازی گرگم به هوا هجی کردن به این صورت بود که آنا-نَما-نا-نِ-جیگول-جیگول-فرانسینه-آنا-ما-نا-هوپ-شما-هستید-گرگ
و به این صورت بود که گرگ بازی مشخص می‌شد

## تلفظ‌ها
تلفظ‌ها و گونه‌های دیگر موجود از این رشته واژه‌ها عبارت است:
- آن مان نباران؛ دو دو اسکاچی آنی مانی کلاچی
- آن مان نواران، تو تو اسکاچی آنا مانا کلاچی
- آن مان نبارا، دو دو اسکاچی، آچی ماچی کلاچی
- آن مان نمانان، دودو اسکاچی آنا مانا کلاچی
- آن مان نوارا، تو تو اسکاچی، آنی مانی کلاچی
- آنا، مانا، ناورا، دودو، اسکاچی، آنا، مانا، کلاغ‌چی (در اصفهان)
- آنا، نوانا؛ ژیگول، ژیگول، بنزینه؛ حالا اینکه! فارافینکه!

```
فاف رینکه !(شهرکرد /خصوصا در روستای وانان مخصوص پشک انداختن و نوبت دادن در بازی)
```

- آرما نوارا، تو تو اسکاچی، آرا مارا کلاچی[۱]

## معنای لغوی
این عبارت معنای لغوی ندارند و تنها برای کاربرد یادشده ساخته شده‌است.
مشابه این عبارت در زبان‌های گوناگون وجود دارد که آن‌ها نیز بی‌معنا هستند یا مصرع اولشان بی‌معنا است و کاربرد مشابه با «آن مان نوارا» ی فارسی دارند. نمونه‌ها:
- انگلیسی: Eeny, meeny, miny, moe
- فرانسوی: Ams tram gram
- هلندی: Iene miene mutte,Tien pond grutten
- دانمارکی: Ælle bælle mig fortælle یا eller Ene mene ming mang
- عبری: אן דן דינו (آن دان دینو)
- آلمانی: Ene, mene, miste
- ترکی (آذری): کو به له کیییییی یه(Ko ba la kiiii ya)

این‌که در بسیاری زبان‌ها این عبارات با کلماتی شامل حروف الف و نون آغاز می‌شود می‌تواند به یک ریشه مشترک قدیمی اشاره داشته‌باشد.
از دیگر عبارت‌های پشک‌اندازی کودکانه فارسی می‌توان به این عبارت اشاره کرد:
ده بیست سه پونزده هزار و شصت و شونزده هر کی میگه شونزده نیست هفده هجده نوزده بیست.
به جای «هفده هجده نوزده بیست» آخر عبارت، ممکن است گاه «بشمر ببین هست یا نیست» هم به‌کار رود.
در مورد این‌که این‌گونه عبارات در زبان کودکانه فارسی از چه زمانی رواج یافته یا این‌که ممکن است شکل تحریف‌شده‌ای از عبارات قدیمی معنی‌داری بوده‌باشند یا نه، اطلاع دقیقی در دست نیست.